# Cinq Bourgs

Les Midlands en 912, avant la reconquête anglo-saxonne.

Les Cinq Bourgs, en anglais Five Burghs ou Five Boroughs, sont les cinq principales villes de la Mercie danoise, dans les actuels Midlands de l'Est. Il s'agit de Derby, Leicester, Lincoln, Nottingham et Stamford. Conquises par les Danois à la fin du IXe siècle, elles sont reconquises par les Anglo-Saxons dès le début du Xe siècle.
De ces cinq villes, les quatre premières sont par la suite devenues des chefs-lieux de comtés anglais.

## Fondation et gouvernement
Après avoir harcelé une bonne partie de l'Angleterre, l'armée danoise d'Ivar Ragnarsson hiverne à Repton en 874. Le roi de Mercie Burgred ne parvient pas à les en chasser, et c'est au contraire les Danois qui le détrônent et le remplacent par Ceolwulf II. En 877, le royaume est partagé en deux : Ceolwulf conserve l'ouest de la Mercie, tandis que l'est reste aux mains des Danois. Ils colonisent la région à partir des cinq burhs fortifiés et y introduisent leurs coutumes et lois.
Chacun des cinq bourgs est gouverné comme un comté danois, contrôlant les terres autour du burh fortifié qui constitue le cœur du pouvoir politique. À l'origine, les jarls sont probablement vassaux des rois danois de Jórvík (York). Ils guerroient parfois de façon indépendante, mais le plus souvent alliés à leurs voisins. Outre les Cinq Bourgs, d'autres colonies danoises d'importance existent au sud, notamment Northampton et Bedford, gouvernées de la même façon.

## Les Cinq Bourgs

### Derby
La région de Derby (Djúra-bý en vieux norrois) est colonisée par les Danois à partir de 877. Elle ne commence à être menacée par les Anglo-Saxons qu'en 913, lorsque la dame de Mercie Æthelflæd mène une campagne dans le territoire danois et fonde un burh dans la ville proche de Tamworth. En 917, Æthelflæd se lança à l'attaque de Derby, profitant de l'absence du souverain local parti guerroyer en Mercie avec les armées de Northampton et Leicester. Elle s'en empare au mois de juillet, et la région tout entière est annexée à la Mercie anglaise.
Il est possible que les Danois aient installé leur quartier général dans l'ancien fort romain de Derventio. Ce fort rectangulaire de 24 000 m2 aurait donné au burh une superficie d'environ 500 hides. En 874, les Vikings se sont brièvement établis dans la ville proche de Repton, qu'ils abandonnent l'année suivante, ayant été particulièrement affectés par la maladie. On y a retrouvé une fosse commune contenant les restes de 245 individus.

### Leicester
Leicester est l'un des plus puissants burhs danois. En 913, le souverain local unit ses armées à celles de Northampton pour assaillir le Bedfordshire et l'Oxfordshire, territoires du Wessex, et assiéger le burh de Hertford. Æthelflæd de Mercie en profite pour envoyer ses armées à la frontière des territoires danois entourant Leicester en 914 et fonder un burh à Warwick. En juillet 917, les forces combinées de Leicester et Northampton (et peut-être de Derby) assiègent le burh mercien de Towcester. L'armée mercienne revient au début de l'année suivante pour ravager la campagne environnante et Leicester, isolée après la chute de Derby et de Northampton, se rend pacifiquement aux troupes d'Æthelflæd.
Le roi de Jórvík Olaf Gothfrithson reprend Leicester en 941, et Edmond Ier l'y assiège la même année. Olaf et son conseiller, l'archevêque d'York Wulfstan, parviennent à s'échapper, et le siège est levé après des négociations de paix qui cèdent les Cinq Bourgs au royaume d'York. Le jarl Orm, probable souverain de Leicester à l'époque (il est attesté sur des chartes de 930 à 958,), donne sa fille en mariage à Olaf pour sceller cette alliance.
Il est possible que le burh ait repris les fortifications romaines de Leicester (Ratae Corieltauvorum), d'environ 2,4 km de long (environ 1900 hides).

### Lincoln
Le burh de Lincoln surveille la route entre le Wessex et York, et sa position isolée le protège du gros des affrontements anglo-danois. Les Danois de Lincoln colonisent la région correspondant à l'ancien royaume de Lindsey, où les Vikings ont déjà hiverné dans la forteresse de Torksey (873-874). Lincoln se rend probablement en 918, après la capitulation de tous les territoires danois à la frontière avec la Mercie et le Wessex. S'agissant d'une ancienne cité romaine, les fortifications du burh s'appuyaient peut-être sur celles de l'ancienne forteresse de 41 acres (environ 1300 hides).

### Nottingham
L'armée viking des frères Ivar et Halfdan Ragnarsson occupe pour la première fois Nottingham en 868, et y établit ses quartiers d'hiver. Burgred et ses alliés du Wessex assiègent la ville, mais la paix est conclue en 869 et les Vikings peuvent se retirer sans pertes majeures. La ville est réoccupée et colonisée par les Danois à partir de 877, et reste danoise jusqu'à l'offensive d'Édouard l'Ancien à l'été 918. Édouard fonde un autre burh sur la rive opposée de la Trent en 920, pour fortifier encore davantage la région contre les offensives danoises. On sait que la Nottingham saxonne couvrait environ 39 acres, soit une superficie d'environ 1300 hides pour le burh.

### Stamford
La région de Stamford est envahie par l'ealdorman saxon Æthelnoth à l'été 894, mais la ville n'est pas assiégée et la puissance danoise n'en ressort pas affaiblie. Stamford redevient anglaise fin mai 918, après un bref siège par le roi Édouard l'Ancien. Plus tard la même année, Édouard fonde un second burh sur la rive sud de la Welland. D'après David Roffe, les remparts du burh septentrional étaient longs d'environ 940 mètres (env. 750 hides), et ceux du burh d'Édouard d'environ 820 mètres (env. 650 hides).

## Les burhs danois du Sud
Ces burhs n'appartiennent pas aux Cinq Bourgs, mais ce sont des villes colonisées par les Danois et gouvernées de la même façon. Un lien d'allégeance les unit généralement aux Danois des Cinq Bourgs et au roi danois d'Est-Anglie.

### Northampton
En 913, les Danois de Northampton envahissent les territoires merciens récemment cédés, mais à leur retour, ils sont vaincus par une troupe mercienne locale près de Luton. En décembre 914, leur puissance est encore entamée lorsqu'une partie des leurs se soumet à Édouard l'Ancien à Bedford. Après la perte de Derby et de l'Est-Anglie, leur seigneur, le jarl Thurferth, se soumet à son tour avec les Danois de Northampton et de Cambridge en 917. Thurferth reste en place comme client d'Édouard, et témoigne sur quatre chartes du roi Æthelstan entre 930 et 934.
Dans les années 930, Northampton est incorporée dans le comté d'Est-Anglie sous Æthelstan Demi-Roi. En 941, redevenue mercienne, Northampton est assiégée sans succès par Olaf Gothfrithson. La longueur des remparts de Northampton a été estimée à 910 m (environ 700 hides), ce qui en fait l'un des plus petits burhs danois.

### Bedford
Le burh danois de Bedford commence à être menacé par l'avancée du Wessex en 914. En novembre de cette année, Bedford est encerclée par Édouard l'Ancien, et le jarl Thurketel se rend avec tous ses hommes. Édouard revient à Bedford l'année suivante et en assure dès lors le contrôle direct, bâtissant en outre un second burh sur la rive sud de l'Ouse. Thurketel devient alors client d'Édouard, jusqu'à ce que ce dernier permette au Danois de partir avec ses hommes pour la Francie à l'été 916. En juillet 917, l'armée danoise d'Est-Anglie attaque Tempsford et lance une offensive pour reprendre Bedford, mais elle est vaincue et les Danois sont contraints à la fuite. Bedford est par la suite intégrée au comté d'Est-Anglie.

### Huntingdon
Les Danois de Huntingdon sont alliés à ceux d'Est-Anglie lorsqu'ils attaquent Tempsford et y établissent une nouvelle forteresse en juillet 917. De là, les armées conjointes tentent de reprendre le burh de Bedford, récemment tombé, mais ils sont lourdement vaincus par la garnison anglaise et forcés de fuir. Huntingdon est occupé par l'armée d'Édouard l'Ancien peu après.

### Cambridge
Cambridge est occupée pour la première fois par les Danois en 875, lorsque les rois Guthrum, Osketel et Anwend y passent l'hiver avec leurs armées. En 911, Édouard l'Ancien fonde un burh à Hertford, face à Cambridge. Après la chute de Huntingdon, Cambridge constitue le dernier véritable soutien du royaume danois d'Est-Anglie. Elle tombe à la fin de l'année 917.

## Reconquêtes anglo-saxonne et danoise
Les Danois perdent les Cinq Bourgs à la suite des campagnes d'Æthelflæd de Mercie et d'Édouard l'Ancien en 916-917. En 941, le roi de Jórvík Olaf Gothfrithson les réoccupe, mais Edmond de Wessex les reprend dès l'année suivante.
C'est à cette époque que les « Cinq Bourgs » sont mentionnés pour la première fois sous ce nom, dans le poème en vieil anglais La Prise des Cinq Bourgs qui figure au sein de la Chronique anglo-saxonne et célèbre leur reconquête par Edmond. Par la suite, les Cinq Bourgs continuent à former une région distincte au sein de la Mercie, dont le soutien des chefs est très recherché : ainsi le Danois Sven à la Barbe Fourchue gagne la soumission des Cinq Bourgs en 1013, peu avant de devenir roi d'Angleterre.
En 1015, on trouve une référence unique aux « Sept Bourgs », peut-être constitués avec l'ajout de Torksey et d'York.